# Paléogéographie
La paléogéographie est une discipline de la géologie, de la géographie et de la paléontologie dont l'objet est la reconstruction (théorique) de la géographie passée à la surface du globe. En effet, à travers les âges géologiques, la disposition des masses (ou plaques) continentales et océaniques a changé, entraînant des bouleversements paléotectoniques importants dont on peut avoir la trace, en particulier en suivant le déplacement des lignes de rivages au cours du temps, ou encore les relations géométriques entre les formations considérées. Une reconstruction paléogéographique s'accompagne parfois d'éléments de contexte paléoclimatologique et paléoenvironnementaux. Ces disciplines sont à relier à la sédimentologie contrôlée par la stratigraphie, source de données indispensables à comparer avec les environnements actuels (Bahamas, Golfe Persique, Tunisie etc.) pour les provinces carbonatées dont l'importance au Mésozoïque est particulièrement marquée: plus de 10 000 km d'étendue sur la marge sud de l'océan téthysien, du Maroc à Oman et au-delà.

## Exemple

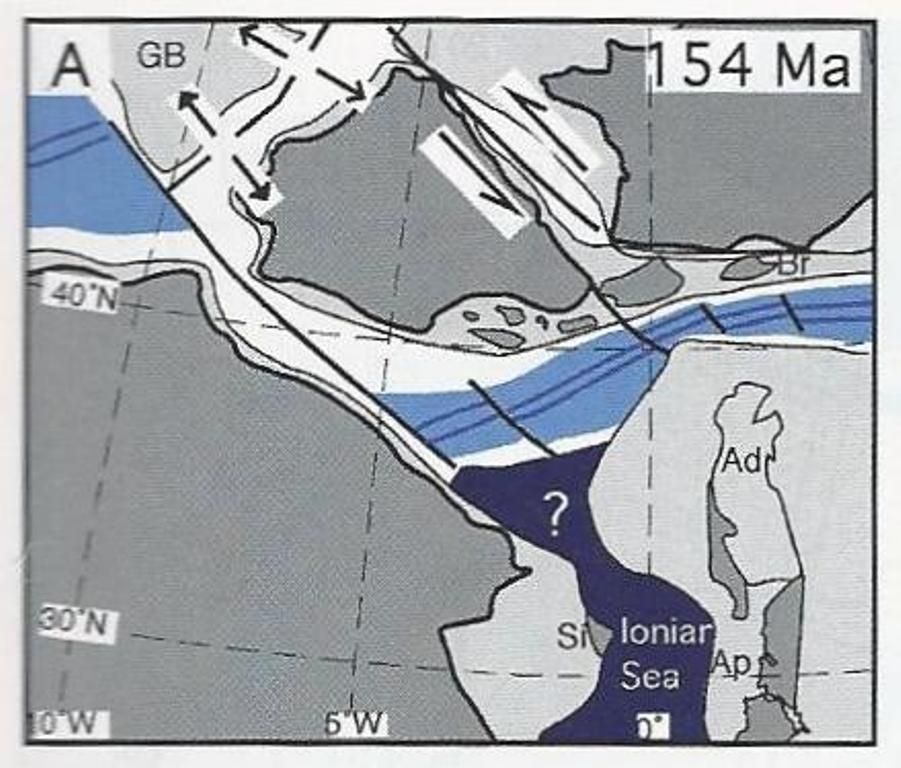
Cadre paléotectonique général en Méditerranée occidentale (plate tectonic) d'après Rosenbaum (2002) et al. et situation du domaine briançonnais des Préalpes (Br) et des cartes (plate-forme carbonatée) ci-contre, en face de Monaco (environ) au Jurassique.

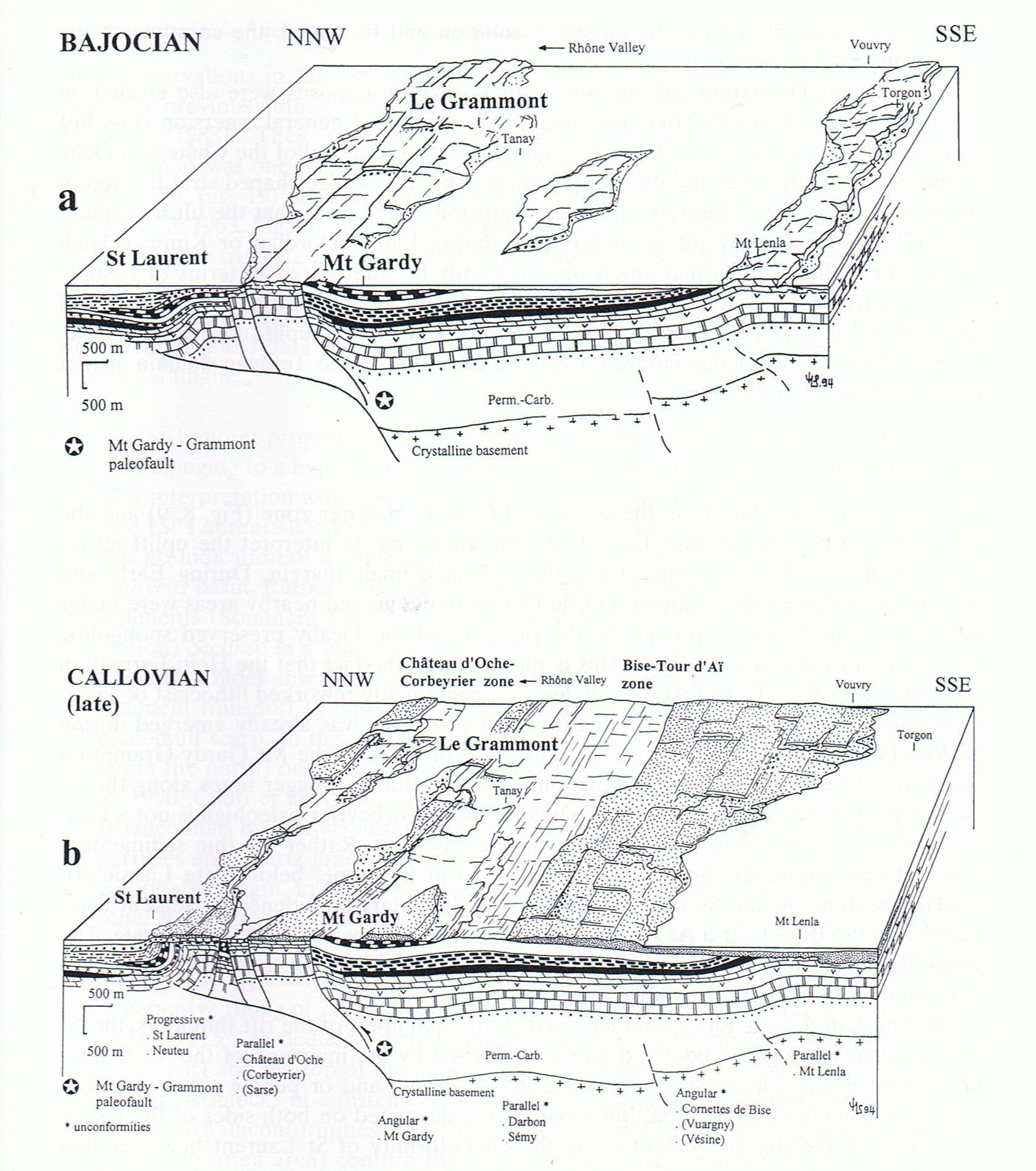
Paléogéographie et profils palinspastiques des Préalpes médianes (Briançonnais s.l.) au Dogger. Les terres émergées étaient couvertes d'une végétation tropicale dense (Cycadophytes, Zamites, Pecopteris etc. et conifères.)

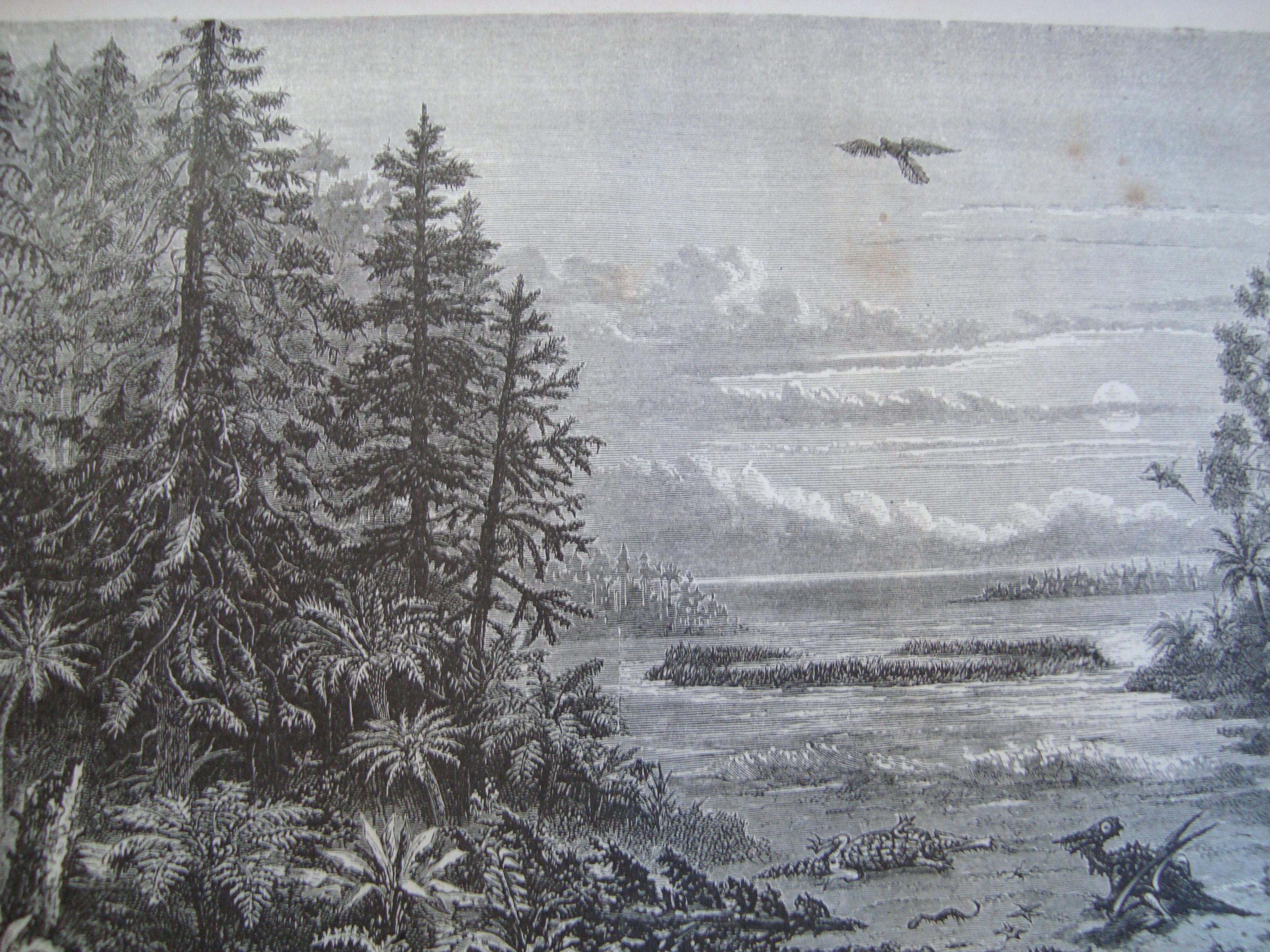
Paysage et flore jurassique reconstitués (dessin par Riou,1872).

Un exemple sur la marge passive du sud de l'Europe au Jurassique : cartes paléogéographiques du domaine briançonnais dans les Préalpes médianes au cours du Jurassique, et installation progressive d'une plate-forme carbonatée pendant le Dogger, avant la phase paléotectonique de soulèvement au Callovo-Oxfordien, puis la transgression de dépôts pélagiques (effondrement) à l'Oxfordien moyen. Principales étapes de l'évolution paléogéographiques (des lignes de rivage, des milieux marins et du relief de la bordure briançonnaise):
1. Ébauche d'une plate-forme à l'Aalénien (début du Jurassique moyen, -176 Ma env.) caractérisée par des hauts fonds colonisés par des prairies à crinoïdes (groupe d'échinodermes fixés, formant un sable carbonaté grossier après leur mort, en dunes sous-marines mobiles). Présence d'une bande marécageuse, analogue à une mangrove actuelle, reliée à un système torrentiel qui déverse des éléments grossiers, sable et galets triasiques provenant d'un rivage karstique. Plus au sud, on trouve une terre émergée boisée (cf. gravure) en direction de l'épaulement du rift téthysien.
2. Installation d'une plate-forme carbonatée atypique au Bajocien sup., - 170 Ma env. (comparer avec les modèles "bahamiens" comme la plate-forme du Lias moyen du Haut Atlas ou les dépôts actuels du fond du golfe de Gabès en Tunisie) qui ne comporte pas de zone inter à supratidale caractérisée par une empreinte diagénétique vadose. Les dépôts marins, vaseux des "Couches à Mytilus", reposent directement en "onlap" sur une côte karstique de type calanque.
3. Paléokarst d'âge jurassique moyen (env. - 160 Ma) dans le calcaire du Trias moyen, avec remplissage de galets dolomitiques à l'intérieur des cavités. Le paléokarst s'est développé sur la terre briançonnaise émergée (en jaune sur les fig.) dans les Préalpes médianes du Chablais de Haute-Savoie et de Romandie. Ici l'exemple de la colline (renversée) de St Triphon. Des cavités métriques, remplies de matériel gréseux rouge, sont aussi visibles le long de la route de Sommant au-dessus de Mieussy, dans un "mudmound" à Protopeneroplis d'âge Bathonien; ces conduits karstiques sont probablement liés à la phase callovo-oxfordienne de soulèvement de la marge briançonnaise. Donc un événement plus récent (-154 Ma env.).
4. Au Bathonien (-165 Ma env.) le bras de mer confiné ou lagon "fétide" de la Formation des "Couches à Mytilus" transgresse progressivement vers le sud en direction de la côte de type calanque. On note toujours l'absence totale de cycles émersifs ("shallowing upward sequences") classiquement développés dans la plupart des plates-formes carbonatées jurassiques (Haut Atlas, Jura, Musandam Oman, Sardaigne, Dalmatie etc.). La profondeur du lagon et l'absence d'une plaine d'estran, du fait d'une topographie karstique accidentée, explique l'absence des cycles émersifs. Présence de chenaux de marée à matériel détritique au Nord, le long de la marge briançonnaise (région de Boltigen, Préalpes bernoises).
5. Au Callovien inf. (- 160 Ma env.) le détritisme gréseux s'étend sur l'ensemble de la plate-forme, le rivage au sud recule et au nord, le long de la marge N-briançonnaise, un dispositif deltaïque en progradation recouvre le bassin des « Couches à Cancellophycus » ou domaine sub-briançonnais. Le quartz détritique provient de l'épaulement du rift liasique plus au sud. La marge N-briançonnaise est soumise à un mouvement de transpression à la suite du déplacement de la micro-plaque briançonnaise vers l'est, ce qui provoque l'éjection et l'émersion de blocs tectoniques rapidement érodés le long de la marge et le dépôt de galets jurassiques (fig.6) en régime torrentiel dans un milieu de marais maritimes riches en végétation (charbons du Château d'Oche). L'émersion de la zone Château d'Oche-Corbeyrier témoigne de la phase paléotectonique de soulèvement callovo-oxfordienne (voir l'article paléotectonique) décrite par Septfontaine (1984,1995); elle correspond à la zône des brèches du Télégraphe-Galibier dans les Hautes Alpes françaises).
6. Au Callovien inférieur (- 160 Ma env.); galets torrentiels parfaitement arrondis de calcaire siliceux du Jurassique inf. (spiculites) et calcaire oolithique du Jurassique moyen érodés et remaniés dans une matrice argileuse et charbonneuse, couloir oriental du Château d'Oche. On peut reconstituer facilement la paléogéographie à cette époque le long de la marge N-Briançonnaise: des torrents issus d'un rivage au relief karstique déchargent des alluvions grossières et des argiles dans un "lagon" de plate-forme externe transformé en marais maritime (de type mangrove ?.) Ce type de milieu très changeant et confiné se situe (paradoxalement) à proximité de dunes oolithiques, caractéristiques d'un milieu de plus haute énergie (des échantillons d'argile calcaire et fétide renferment du sable oolithique flotté, peut être déplacé par des courants de marée ou des tempêtes dans le marais).
7. Au Callovien supérieur (- 154 Ma env.) : suite de l'émersion de la plate-forme externe à la fin du Dogger et transgression maximum des Couches à Mytilus (ici un calcaire massif riche en foraminifères des genres Chablaisia et Valvulina) sur la terre briançonnaise au sud. Après un épisode d'intense érosion des dépôts de plate-forme à la fin du Callovien (liée à la montée tectonique des blocs éjectés), la plate-forme entre en subsidence avec un ennoiement généralisé à l'Oxfordien moyen (-150 Ma env.); ce mouvement se combine avec une élévation globale du niveau de la mer. Le sédiment pélagique, riche en "Protoglobigérines" et Ammonites, représente un milieu de bassin de moyenne profondeur, connu sous ce faciès dans une grande partie de l'Europe.

## Galerie

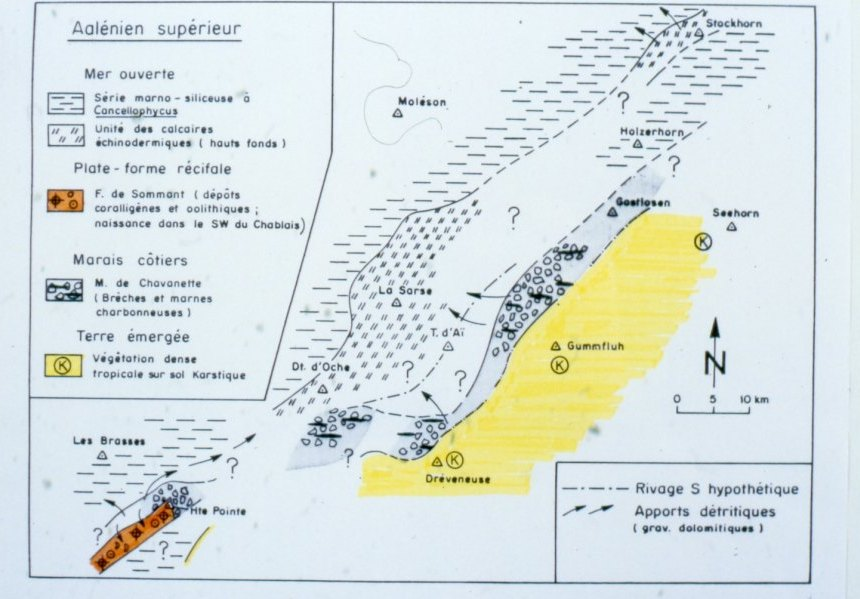
1. Ébauche de plate-forme à L'Aalenien (- 176 Ma), hauts fonds à crinoïdes et rivage marécageux [2].
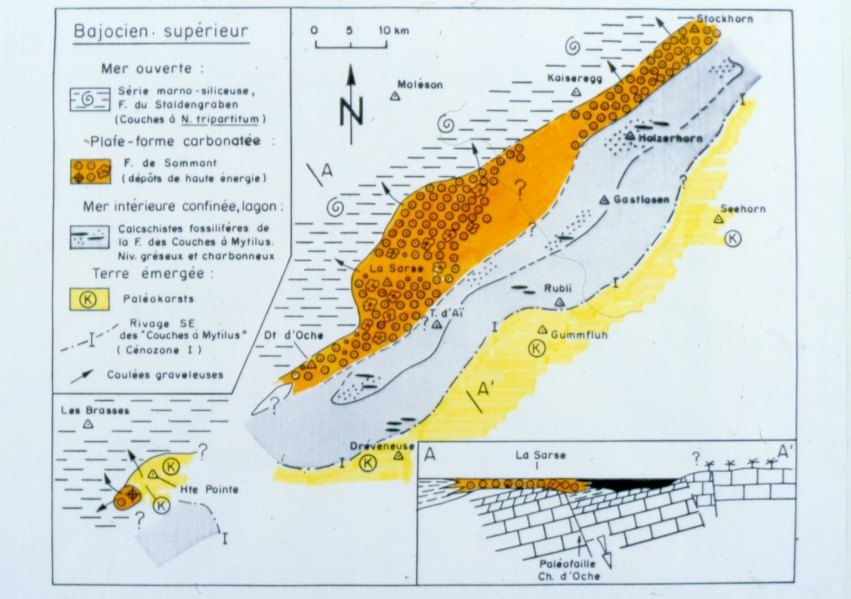
2. Installation d'une plate-forme carbonatée atypique au Bajocien sup.(-170 Ma) [2].
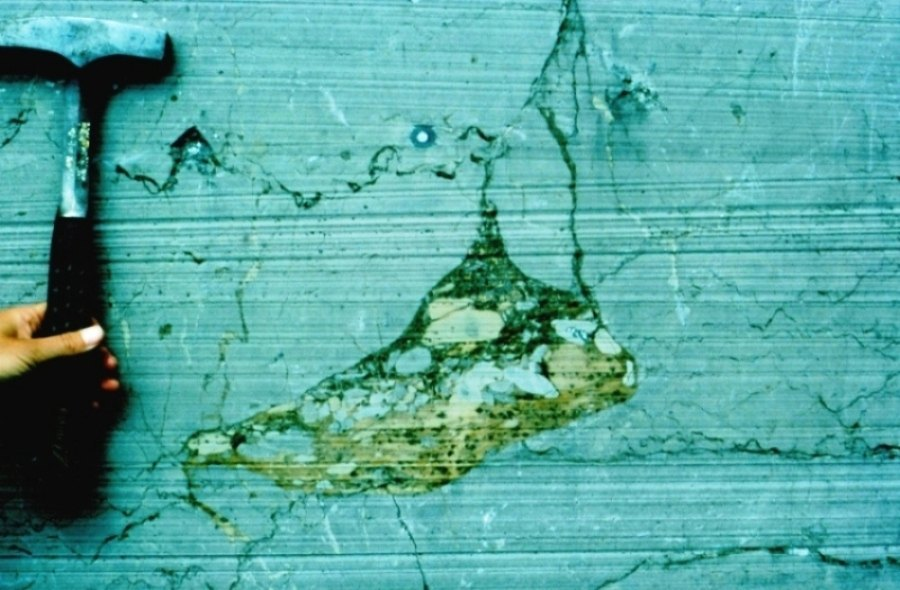
3. Paléokarst Jurassique avec remplissage de galets dolomitiques dans le calcaire du Trias moyen, colline (renversée) de St Triphon.
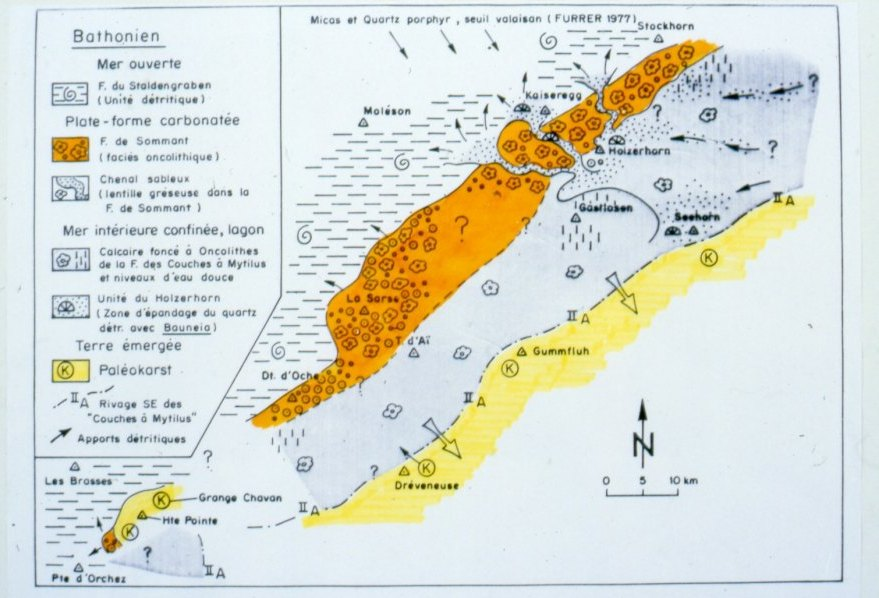
4. Au Bathonien (- 165 Ma) le bras de mer transgresse au sud; chenaux de marée au Nord.
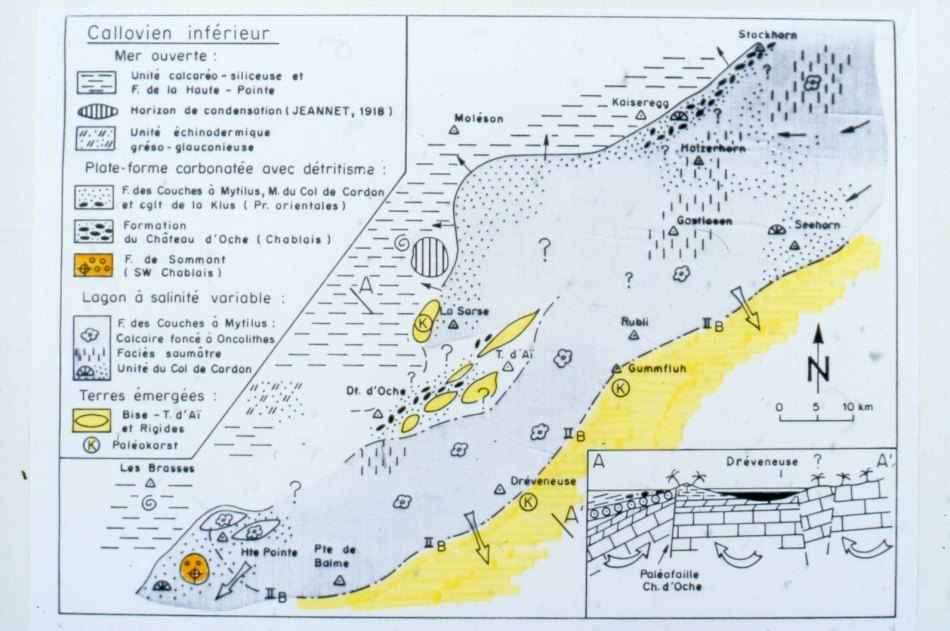
5. Au Callovien inf (-160 Ma) le détritisme gréseux s'étend sur la plate-forme ; apparition d'îles le long la marge externe.
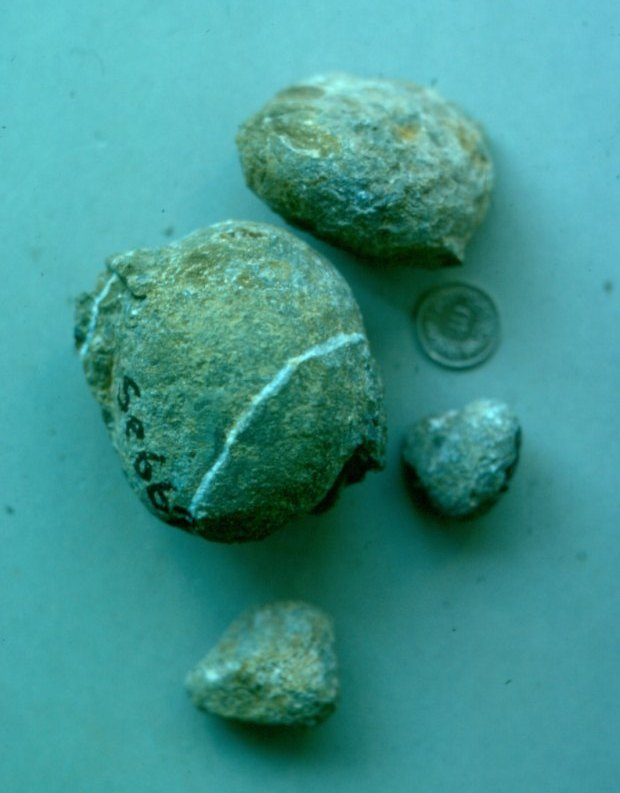
6. Galets de calcaire siliceux et oolithique (Lias-Dogger) dans le Callovien à faciès torrentiel et marécageux.
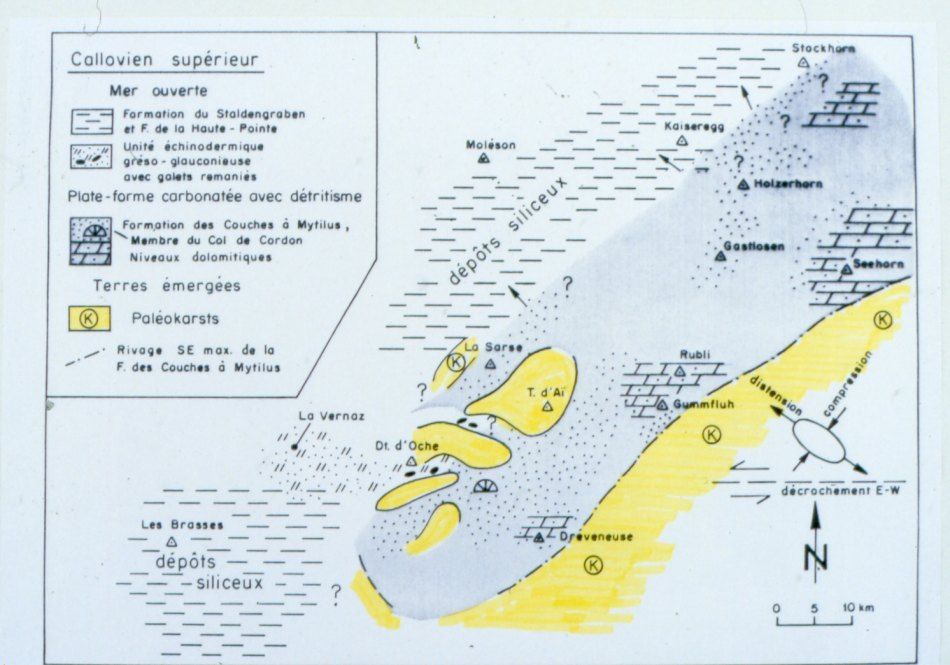
7. Émersion de la plate forme externe à la fin du Dogger et transgression max. des "Couches à Mytilus" sur la terre briançonnaise au sud. Puis ennoiement généralisé à l'Oxfordien moyen (haut niveau marin).